# Wahnena, Minnesota
Xã Wahnena (tiếng Anh: Wahnena Township) là một xã thuộc quận Cass, tiểu bang Minnesota, Hoa Kỳ. Năm 2010, dân số của xã này là 180 người.